# Elvis Sings The Wonderful World of Christmas
Elvis Sings The Wonderful World of Christmas är ett studioalbum av den amerikanske sångaren och musikern Elvis Presley, släppt i oktober 1971. Det var hans första julalbum med nyinspelad musik sedan Elvis' Christmas Album (1957). Singeln från albumet, "Merry Christmas Baby" med "O Come, All Ye Faithful" som baksida, släpptes senare i november 1971. 

## Inspelningarna
I början av 1971 återvände Elvis Presley till RCA:s Studio B i Nashville Tennessee i syfte att spela in tillräckligt med material för tre nya album. Första sessionen den 15 mars gav upphov till endast fyra låtar och avbröts efter ett dygns inspelningar då Elvis var förkyld och hade problem med ögonen. Elvis spelade in alla låtar på denna skiva under det andra inspelningstillfället 1971, den 15–21/22 maj 1971 i RCA Studio B i Nashville, Tennessee. Alla musiker från junisessionen 1970 var tillbaka i studion, och i likhet med den gången var heller inga bakgrundssångare närvarande.

## Försäljning
Detta album blev en storsäljare och toppade Billboards Holiday Albums Chart. Det skulle ha hamnat högt också på Billboard 200-listan om det hade räknats med, men från och med 1963 och tio år framöver tilläts inte julmusikalbum att registreras på den listan. Även om albumet inte nådde upp till den kommersiella framgången hos Elvis första julalbum, har Elvis Sings The Wonderful World of Christmas gradvis utvecklats till ett årligen återkommande favoritalbum. Albumet certifierades guld den 4 november 1977, platina den 1 december 1977, 2 × platina den 20 maj 1988 och 3 × platina (för 3 miljoner sålda exemplar) den 15 juli 1999 av RIAA.

## Innehåll
Flera av låtarna på albumet gavs ut av Elvis Presleys förlag, som exempelvis "Holly Leaves and Christmas Trees", "I'll Be Home on Christmas Day", "If I Get Home on Christmas Day" och "On a Snowy Christmas Night". På de flesta av låtarna ackompanjeras Elvis av The Imperials Quartet.
RCA återutgav albumet på cd 1988. Cd-släppet innehåller en utökad version av "Merry Christmas Baby" och dessutom som ett bonusspår "Blue Christmas", inspelad den 27 juni 1968 på Elvis '68 Comeback Special och tidigare utgiven på 1968 års album, Elvis.

## Låtlistor

### Originalutgåvan 1971
| 1. | O Come, All Ye Faithful                    | Trad.; arrangerad av Elvis Presley | 16 maj 1971 | 2:47 |
| 2. | The First Noel                             | Trad.; arrangerad av Elvis Presley | 16 maj 1971 | 2:08 |
| 3. | On a Snowy Christmas Night                 | Stanley J. Gelber                  | 16 maj 1971 | 2:46 |
| 4. | Winter Wonderland                          | Felix Bernard, Richard B. Smith    | 16 maj 1971 | 2:17 |
| 5. | The Wonderful World of Christmas           | Charles Tobias, Al Frisch          | 16 maj 1971 | 1:55 |
| 6. | It Won't Seem Like Christmas (Without You) | J. A. Balthrop                     | 15 maj 1971 | 2:38 |

| 1.           | I'll Be Home on Christmas Day    | Michael Jarrett           | 16 maj 1971  | 3:46  |
| 2.           | If I Get Home On Christmas Day   | Tony Macaulay             | 15 maj 1971  | 2:50  |
| 3.           | Holly Leaves and Christmas Trees | Glen Spreen, Red West     | 15 maj 1971  | 2:12  |
| 4.           | Merry Christmas Baby             | Lou Baxter, Johnny Moore  | 15 maj 1971  | 5:45  |
| 5.           | Silver Bells                     | Jay Livingston, Ray Evans | 15 maj 1971  | 2:27  |
| Total längd: | Total längd:                     | Total längd:              | Total längd: | 31:31 |

1988 års cd-utgåva utökades med Blue Christmas och med en förlängd version på 7:18 av Merry Christmas Baby
| Nr           | Titel                                  | Kompositör                  | Recording date | Längd |
| ------------ | -------------------------------------- | --------------------------- | -------------- | ----- |
| 6.           | Blue Christmas (ej på 1971 års utgåva) | Billy Hayes, Jay W. Johnson | 27 juni 1968   | 2:33  |
| Total längd: | Total längd:                           | Total längd:                | Total längd:   | 35:37 |

### Follow That Dream-utgåvan 2011
| 1.  | O Come, All Ye Faithful                    | 2:48 |
| 2.  | The First Noel                             | 2:09 |
| 3.  | On A Snowy Christmas Night                 | 2:49 |
| 4.  | Winter Wonderland                          | 2:17 |
| 5.  | The Wonderful World of Christmas           | 1:57 |
| 6.  | It Won't Seem Like Christmas (Without You) | 2:41 |
| 7.  | I'll Be Home on Christmas Day              | 3:48 |
| 8.  | If I Get Home On Christmas Day             | 2:51 |
| 9.  | Holly Leaves and Christmas Trees           | 2:52 |
| 10. | Merry Christmas Baby                       | 5:44 |
| 11. | Silver Bells                               | 2:26 |

| 12. | I'll Be Home On Christmas Day (remake master) | 3:43 |

| 13. | It Won't Seem Like Christmas (Without You) (takes 1, 3) | 4:36 |
| 14. | If I Get Home on Christmas Day (take 1)                 | 3:37 |
| 15. | I'll Be Home on Christmas Day (takes 1, 3)              | 7:54 |
| 16. | Holly Leaves And Christmas Trees (takes 1, 2)           | 3:13 |
| 17. | Silver Bells (takes 1, 2)                               | 4:41 |
| 18. | I'll Be Home On Christmas Day (remake takes 1, 2)       | 5:48 |

| 1.           | I'll Be Home on Christmas Day (take 4)                  | 4:58    |
| 2.           | If I Get Home On Christmas Day (takes 2, 3)             | 3:51    |
| 3.           | Holly Leaves and Christmas Trees (take 3)               | 2:27    |
| 4.           | I'll Be Home on Christmas Day (remake take 3)           | 4:24    |
| 5.           | It Won't Seem Like Christmas (Without You) (takes 4, 5) | 3:03    |
| 6.           | O Come, All Ye Faithful (take 2)                        | 4:28    |
| 7.           | If I Get Home on Christmas Day (take 5)                 | 3:00    |
| 8.           | The Lord's Prayer (public domain)                       | 3:01    |
| 9.           | I'll Be Home On Christmas Day (takes 5, 6)              | 4:20    |
| 10.          | Holly Leaves and Christmas Trees (takes 4)              | 2:36    |
| 11.          | It Won't Seem Like Christmas (Without You) (take 6)     | 3:14    |
| 12.          | Merry Christmas Baby (take 1[unedited version])         | 8:29    |
| 13.          | I'll Be Home on Christmas Day (remake takes 4, 9)       | 7:24    |
| 14.          | If I Get Home on Christmas Day (take 7)                 | 2:57    |
| 15.          | Holly Leaves and Christmas Trees (takes 5, 8)           | 3:39    |
| 16.          | Winter Wonderland (takes 7, 8)                          | 3:53    |
| Total längd: | Total längd:                                            | 2:11:34 |

## Inspelningspersonal och musiker
- Elvis Presley – sång
- David Briggs – piano
- James Burton – sologitarr
- Kenneth Buttrey – trummor (spåren A1–A5, B1)
- Jerry Carrigan – trummor (spåren A6, B2–B5)
- Gene Estes – marimba (spåren A3, B3, B5)[15]
- Eddie Hinton – pålagd sologitarr på "Merry Christmas Baby"[16]
- Charlie Hodge – kompgitarr
- Millie Kirkham – bakgrundssång (spåren A2–A3, A5–A6, B2–B3, B5)[17]
- Larrie Londin – extra trummor (spår B1), extra slagverk (spåren A1, A3, B3)
- Charlie McCoy – munspel (spåren A1–B5), orgel (spåren A6, B2–B5), slagverk (spåren A6, B2–B5)
- Farrell Morris – klockspel (spår B5), extra slagverk (spår B5)
- Norbert Putnam – bas
- Tommy Shepard – trombon (spåren A3, B3, B5)
- Chip Young – kompgitarr

The Imperials
- Terry Blackwood – bakgrundssång (spåren A1–A3, A5–A6, B2–B3, B5)
- Joe Moscheo – bakgrundssång (spåren A1–A3, A5–A6, B2–B3, B5)
- Jimmie Murray – bakgrundssång (spåren A1–A3, A5–A6, B2–B3, B5)
- Armond Morales – bakgrundssång (spåren A1–A3, A5–A6, B2–B3, B5)
- Greg Gordon – bakgrundssång (spåren A1–A3, A5–A6, B2–B3, B5)

Produktion och arrangemang
- Felton Jarvis – producent
- Al Pachucki – ljudtekniker grundinspelningen (spåren A1–B5), ljudtekniker pålägg (orgel på A1, bakgrundssång på A2–A3, A5–A6, B2–B3, B5, gitarr på B4, klockspel & slagverk på B5)
- Glen Spreen – mässingsarrangemang (spåren A1, A5, B1–B2), stråkarrangemang (A1, A3, A5–B3, B5), spelat orgel på (spåren A1–A5, B1), orgelpålägg (A1)
- Sidney Sharp – stränginstrumentalist-fixare (spåren A1, A3, A5–B3, B5), bleckblåsinstrumentalist-fixare  (A1, A5, B1–B2)
- Mickey Crofford – ljudtekniker för instrumentpåläggen (spåren A3, A6–B1, B3, B5)

Bonusspåren – musiker, produktion och arrangemang
- Elvis Presley — sång, elgitarr lead/komp
- Scotty Moore – akustisk kompgitarr
- D. J. Fontana – slagverk
- Charlie Hodge – bakgrundssång, akustisk kompgitarr
- Alan Fortas – slagverk
- Lance LeGault – tamburin, eventuellt bakgrundssång
- Steve Binder – producent
- Bones Howe – inspelningstekniker

## Certifieringar
| Organisation | Utmärkelse  | Datum        |
| ------------ | ----------- | ------------ |
| RIAA         | 3 × platina | 15 juli 1999 |